# 瓜尔蒂耶里-锡卡米诺
瓜尔蒂耶里-锡卡米诺（義大利語：Gualtieri Sicaminò），是意大利西西里大区墨西拿廣域市的一个市镇。总面积14平方公里，人口1852人，人口密度132.3人/平方公里（2009年）。ISTAT代码为083035。